# Крон, Кристиан Корнелиус
Кристиан Корнелиус Крон или Ксан или Эксан Крон (после 1914) и Христиан (до 1914) (15 июня 1882, Берген — 30 октября 1959, Осло) — норвежский художник, который десять лет жил и работал в Российской империи.

## Биография
Сын потомственного капитана Конрада Питера Крона (1845—1903) родом из Фарсунна и Ингеборг Северин Кристин Крюгер (1850—1910). Родители рано развелись, а мать эмигрировала в Соединенные Штаты в 1885 году, а отец эмигрировал туда же в 1889 году. Они оставили сына на воспитание дяде, Альфреду Северину Крону (1851—1915), младшему брату отца. Больше Ксан никогда не видел своих родителей.
После нескольких лет учёбы в классической гимназии, Ксан в 1898 году поступил в Художественно-промышленное училище на курс к Вильгельму Крогу (1829—1913), но в их отношениях что-то не сложилось и вскоре Крон перешёл в класс живописца Енса Вальдемара Ванга (1859—1926), который одновременно с преподаванием служил в Национальном театре в Христиании. Своих студентов Ванг охотно привлекал к совместной работе над декорациями. Крону в театре было интересно всё — все манеры и все стили. Познав реалистически-натуралистические принципы работы Ванга, он перешёл в класс Рудольфа Николаи Крога (1877—1928), работавшего в духе условно-символистской сценографии. 24 марта 1902 года Крон получил свидетельство об окончании училища.
Следующие два года Крон провёл в Финляндии, где поступил Гельсингфорсскую художественную школу на курс к Альберту Гебхарду (1869—1937). В Финляндии параллельно с занятиями в художественной школе Крон работает рисовальщиком в скульптурной мастерской. Вскоре он отправился работать камнерезом на строительство шведской церкви в Санкт-Петербурге. Там он записался вольнослушателем в класс Я. С. Гольдблата в Императорской академии художеств и с письмом от Гебхарда пришёл в мастерскую преподававшего тогда в Академии И. Е. Репина, после чего стал регулярно её посещать по вечерам. Однако вскоре Академия художеств была закрыта, так как власти опасались, что её помещения могут быть использованы для революционных собраний.
В феврале 1906 года Крон уехал в Мюнхен, где попытался устроиться театральным художником, но неудачно. По другим сведениям в 1906 году в Мюнхене он посещал в школу-студию Шимона Холлоши. Переехав в Париж, после некоторых раздумий он начал заниматься в Академии Коларосси (4 апреля 1907 года он получил свидетельство, подписанное Кристианом Крогом). Он одновременно занимался в Академии Гранд-Шомьер, где он посещал отдельные сеансы. На одном из них он познакомился с русско-шведской аристократкой, художницей Юлией де Хольмберг (1882—1956), родом из Курска. Под рождество 1907 года Ксан Крон обвенчался с Юлией. В Париже Юлия ввела Ксана в круг друзей художницы Елизаветы Кругликовой.
Осенью 1908 года чета Кронов поселилась в Киеве. На VIII-й выставке картин, организованной журналом «В мире искусств» и открывшейся 20 декабря 1909 года в Одессе, а с 13 апреля 1910 года в Киеве, было представлено 40 работ Крона (первоначально предполагалось лишь 7). 1 ноября 1911 года открылась «Выставка картин Кристиана и Юлии Крон в киевском городском музее», а точнее в «Киевском художественно-промышленном и научном музее Императора Николая Александровича». 102 работы было представлено Ксаном, а 18 — Юлией. В том же 1911 году Крон полностью показал выставку в Христиании (Осло). В 1914 году участвует в выставке авангардистов группы «Кольцо» в Киеве.
На «XXI-й Выставке картин московского товарищества художников» Крон выставил портрет художника Харыбина и автопортрет. Кристиан Крон дважды участвовал в выставках общества русских авангардистов «Бубновый валет». В 1912 году, ещё проживая в Киеве, он выставил на Московской выставке этого общества 7 работ (в основном, из норвежского цикла). Работы Крона были замечены, как ни странно на них обратили внимание именно из-за того, что они нарушали общую драматургию выставки.
«… особенно выдержан и индивидуален киевлянин Христиан Крон. Художник посвятил свой труд преимущественно приморской Норвегии, которая и встает перед зрителем со своим северным небом и характерным бытом океанских рыбаков. Владея такой техникой и вкусом, г. Крон мог бы не без успеха фигурировать и на более серьезных выставках».
«Вообще в „Бубновом валете“ трудно найти границу, где кончается bluff и начинаются настоящие искренние искания. В значительной степени такая искренность чувствуется у целой группы мало еще известных пейзажистов, как Грищенко, Мильман, Савинков, Федоров и некоторые другие <…>. К этой группе следует причислить еще Христиана Крона, хотя его чисто импрессионистические этюды мало подходят к общему тону выставки».
«[Крон] по недоразумению очутившийся на выставке дал дивные импрессионистические этюды Норвегии…».
В 1914 году, уже переехав в Москву, он снова участвовал в выставке «Бубнового валета», выставив 21 работу.
К. Крон, видимо, был неплохим шахматистом — 17 февраля 1914 года при сеансе одновременной игры Рауля Капабланки на 30 досках Крон победил гастролировавшего в Киеве будущего 3-го чемпиона мира (между тем игравшие в том же сеансе многообещающие шахматисты Богатырчук и Греков Капабланке проиграли).
Революция в 1917 году заставила Ксана и Юлию Крон в январе 1918 года перебраться в Осло. Возвращение Ксана было медленным, он успел посетить несколько стран как в Африке, так и в Азии. Путешествия стали частью его жизни и он не перестал путешествовать, даже после того, как обосновался в Осло. Крон зарабатывал себе на жизнь и как художник-декоратор как в Норвежском национальном театре, так и в Московских театрах. Он также занимался скульптурой. В 1925 году он сделал алтарь в церкви Тоттенвикен. Алтарь состоит из двух частей: витража под названием «Иисус благословляет детей», и фрески под названием «Причастие».
Творчество Крона несло следы большинства современных направлений в искусстве. Его основная темой были пейзажи, а также портреты и, как и его супругу, его привлекало изображение цветов. Его персональные выставки проходили в Одессе, Санкт-Петербурге и Киеве (также в Москве и Риге). В Норвегии он выставлялся во всех крупных ассоциациях искусства. Он также исполнил фрески в грузинском музее в Тифлисе.
Крон написал книгу воспоминаний «Скитания по миру одного странника» (En vagabonds vandring på jorden), опубликованную в 1950 году.

## Семья
- Сын — Олег Крон (1914, Киев — 1944)[14], от певицы Софьи Трезвинской, в 1923 году вместе с матерью выехал из СССР в Норвегию к отцу, норвежский художник.
  - Внучка — Соня Крон (родилась в 1941 году), норвежская художница[15].
- Ребёнок — от Эдит Луиз Эрвиг (Ørvig) в замужестве Saatvedt (1922—?)[16]

## Адреса
- октябрь 1906 — Париж, рю Сен-Жак, 73
- Осень 1908 — Киев, Терещенковская улица, д. 17, кв ?
- 1912 — Киев, Терещенковская 13, кв. 2[8]
- 1914 — Москва, Смоленский бульвар, Б. Левшинский пер. 12. Студия[8]

## Сочинения
- Krohn, Xan. 1950. En vagabonds vandring på jorden. Oslo: Gyldendal. (Прогулка бродяги на земле)

### Рекомендуемые источники
- Sigrid Rømcke Thue, Xan Krohn i Norsk kunstnerleksikon, bind 2, s. 658—659.
- Kari Lien, Norges glemte avantgardist i Morgenbladet 18. januar 2008